# Nonterraqueous
Nonterraqueous ist ein Computerspiel für den Amstrad CPC, ZX Spectrum und Commodore 64, das 1985 von Mastertronic herausgegeben wurde.

## Spielgeschehen
Der Spieler kontrolliert einen Roboter (der einem Augapfel ähnelt), dessen Mission es ist den Zentralcomputer zu zerstören, der den Planeten Nonterragueous unterjocht hat. Der Roboter hat einen „Psyche“-Wert, der sich bei jedem Kontakt mit der Oberfläche reduziert, und daher ein entsprechendes Handling der Roboterbewegungen erforderlich macht. Im Weg sind Gegner, die mit dem Roboterlaser unschädlich gemacht werden können, „Photonendüsen“ (weiße Barrieren die pulsieren und den Roboter sofort bei Kontakt sofort zerstören) und andere Hindernisse, einige von ihnen können nur mit einer Bombe zerstört werden, welche zuvor gefunden werden muss und dann im Raum abgeworfen werden kann.
Auf dem Weg befinden sich immer wieder Stationen, an denen der Roboter seinen Psyche-Wert „aufladen“ kann, jedoch haben einige dieser Stationen fatale Auswirkungen, und man muss selbst herausfinden, welche für einen nützlich sind.
Es gibt auch sogenannte „Swop“-Stationen, die es dem Roboter erlauben, sich in eine alternative Form zu transformieren, diese kann sich zwar nicht mehr mit Laserschüssen verteidigen, ist dafür aber gegen bestimmte gefährliche Hindernisse unverwundbar. Auch trifft man bei seiner Reise auf einen langen vertikalen Schacht, der unpassierbar scheint, bis man am Schachtgrund eine Rakete aktiviert, die den Spieler Dutzende Levels nach oben und durch die Barriere katapultiert.
Die Gesamtgröße des Spiels war für damalige Zeit beängstigend, es bestand aus 1004 unterschiedlichen Räumen.

## Sequel
Es gibt ein Sequel zu dem Spiel namens Soul of a Robot; das Gameplay ist jedoch ziemlich unterschiedlich.